# Dan Joyce
Daniel Buck Joyce (Londen, Engeland, 2 juni 1976) is een professioneel stuntman en een lid van Dirty Sanchez.

## Dirty Sanchez
Joyce's rol in Dirty Sanchez is niet zo praktisch als de anderen. Hij is de enige Engelsman in de groep, waardoor hij qua accent lichtelijk buiten de groep valt.
Op de dvd voor de eerste reeks zegt een psychiater dat Joyce meer begaan is bij lachen en het aanmoedigen van de rest tijdens het uitvoeren van stunts dan zelf iets te ondernemen.

## Stunts
Joyce is echter wel vaak bereid tot het doen van stunts waarbij iets ingeslikt moet worden, waaronder het drinken van Pancho's vet na een liposuctie, het eten van het afgehakte uiteinde van Pritchards pink en het eten van een pizza met schaamhaar.

## Rol in Sanchez
Joyce staat in de show het best bekend om zijn one-liners en zijn aanstekelijke lach.
- Na een poging om Pritchards pink te eten, zei hij dat hij het niet kon, omdat "het allemaal vlezig was".
- Toen hij klaar was met het drinken Pancho's vet, zei hij: "Welkom bij Dirty Sanchez ... ik heb net een man gegeten".
- Nadat Mike Hawke de jongens vroeg om in één minuut zo veel mogelijk grappen te maken als ze konden, Pakte Joyce het hoofd van Mike Hawke en zei: "I'm holding the head of Mike Hawke" met een sterk Amerikaans accent, waardoor het klonk alsof hij zei: "I'm holding the head of my cock."

## Andere optredens
Dan is ook te zien in een aflevering Nitro Circus, samen met Bam Margera, waarbij Travis en zijn vrienden een base-jump doen vanuit een hotel.